# 서대문마을공동체라디오
서대문마을공동체라디오는 대한민국의 공동체라디오 서울특별시 서대문구 중심으로 라디오방송을 송출하고 있다. 주파수는 FM 91.3MHz